# Eilema honei
Eilema honei är en fjärilsart som beskrevs av Daniel 1954. Eilema honei ingår i släktet Eilema och familjen björnspinnare. Inga underarter finns listade i Catalogue of Life.